# Ridder Jan van Baexenpark

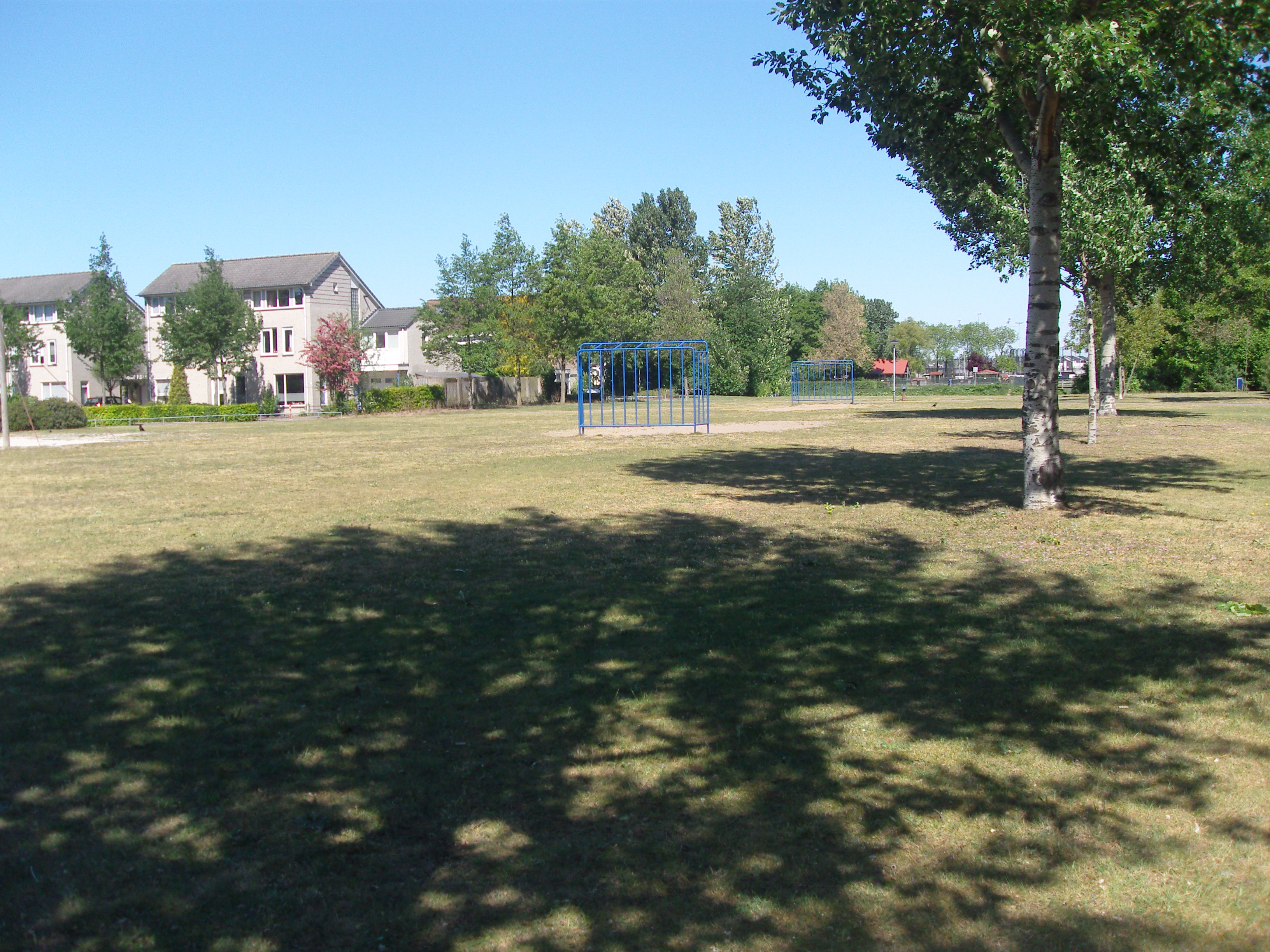
Zicht op twee voetbalgoaltjes in het park.

Het Ridder Jan van Baexenpark is een park in de wijk Overlaet in Rosmalen. Het park is eerst aangelegd als speelweide, maar is later aangepast tot park. In het park is een kinderboerderij aanwezig.
Het park is vernoemd naar Jan van Baexen, de eerste leenheer Rosmalen, nadat het in 1505 was verheven tot een heerlijkheid.